# Tomb of the Mutilated
Albums de Cannibal Corpse
Butchered at Birth
(1991) Hammer Smashed Face
(1993)
Tomb Of The Mutilated est le troisième album de Cannibal Corpse. La pochette de l'album a été refusée[Par qui ?], comme celle de l'album précédent car jugée trop violente[C'est-à-dire ?]. Une version censurée a donc été créée par le groupe pour pouvoir vendre son album.

## Composition de l'époque
- Chris Barnes - Chant
- Alex Webster - Basse
- Bob Rusay - Guitare
- Jack Owen - Guitare
- Paul Mazurkiewicz - Batterie

## Liste des pistes
1. Hammer Smashed Face
2. I Cum Blood
3. Addicted To Vaginal Skin
4. Split Wide Open
5. Necropedophile
6. The Cryptic Stench
7. Entrails Ripped From A Virgin`s Cunt
8. Post Mortal Ejaculation
9. Beyond The Cemetery